# Glasmagasinet
Glasmagasinet of GlasMagasinet is een winkelcentrum op Stortorvet in Oslo. Jarenlang was hier het warenhuis Christiania Glasmagasin gevestigd, ook wel bekend als Glasmagasinet. Het gebouw staat op de gemeentelijke monumentenlijst.

## Historie

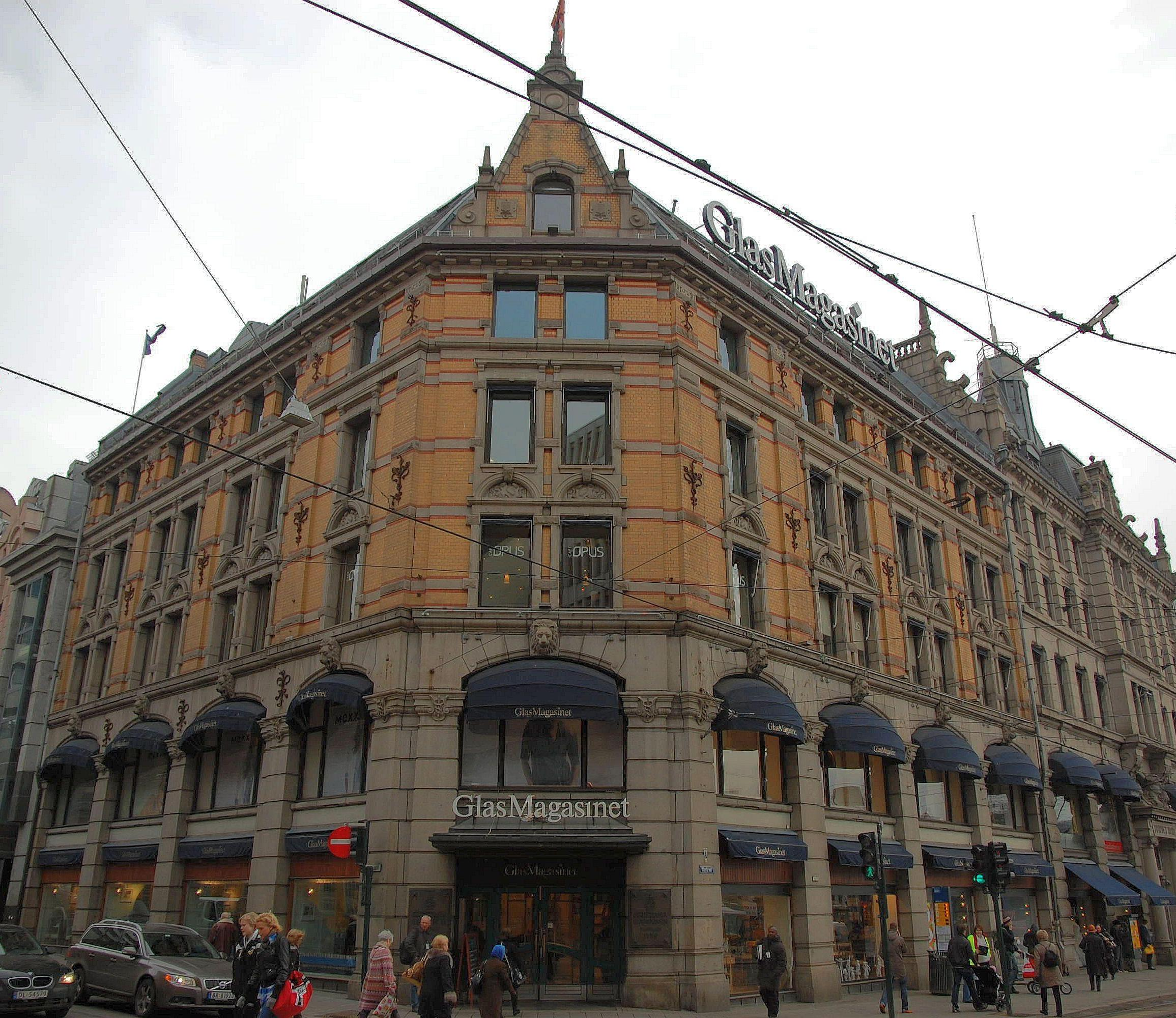
Glasmagasinet (hoek Stortorvet-Møllergata) in 2010.

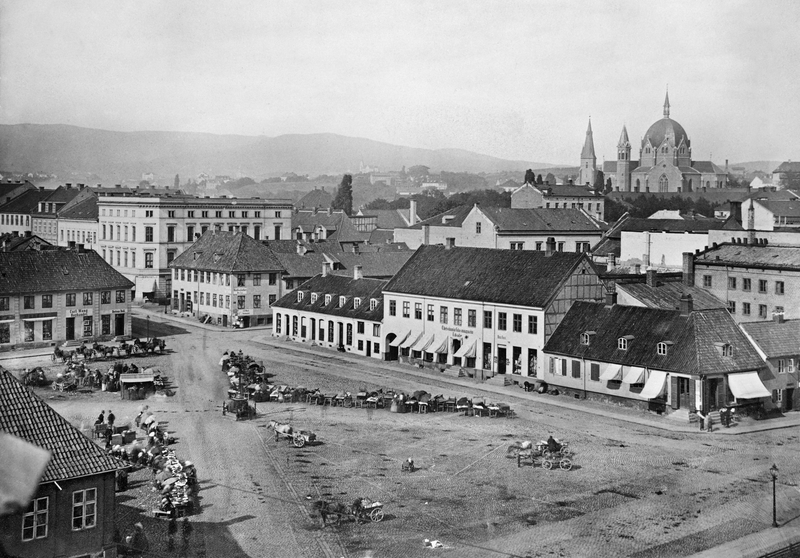
Stortorvet in 1865 met Simonsen på Torvet op nummer 9, Christiania Glasmagasin op nummer 10 en Elephant-Apotheket op nummer 11.

Het middelste deel van het gebouw werd in 1899 opgetrokken in neorenaissancestijl naar een ontwerp van Harald Olsen. Olsen vestigde zijn architectenbureau op de bovenste verdieping van dit gebouw. In 1973 en 1990 werden de nieuwere delen gebouwd.
Glasmagasinet beslaat de rij Stortorvet 9, 10 en 11. Toen Christiania Glasmagasin zich op Stortervet vestigde nam het alleen het middelste gebouw, nummer 10 in. Op nummer 9, de hoek met Møllergata, stond het woon-/winkelpand van Simonsen på Torvet, een winkel in koloniaalwaren. In 1897 werd het gesloopt en liet de nieuwe eigenaar in 1898-1899 het huidige gebouw optrekken naar een ontwerp van de architect Ove Ekman. Het huisvestte de Simonsen på Torvet winkel tot 1935, waarna het werd ingelijfd door Glasmagasinet.
Het laatste gebouw in de rij, huisnummer 11 op de hoek met Torggata, huisvestte de Elephant-apotheek. De apotheek was hier gevestigd van 1879 tot de sloop van het pand in 1972. Het jaar daarop begon de bouw van het nieuwste deel van Glasmagasinet onder leiding van de architect Frithjof Stoud Platou. Dit gedeelte werd voltooid in 1974. In 1990 vond een uitbreiding plaats aan de achterzijde, tot aan de Linaaes gate, naar een ontwerp van de architect Jan Digerud.
In 2014 besloot Christiania Glasmagasin het gebouw te verlaten en werd het warenhuis omgebouwd tot een winkelcentrum met verschillende kleinere winkels.
Eigenaar van het pand is KLP Eiendom.
In het winkelcentrum bevindt zich onder andere een vestiging van het Deense warenhuis Illums Bolighus.